# Fiat 2472 Viberti CGE
Il Fiat 2472 Viberti CGE è un modello di filobus articolato realizzato in Italia tra il 1958 ed il 1965.

## Caratteristiche
È un filosnodato lungo 18 metri con guida a destra, quattro assi e quattro porte a libro, prodotto dalla Fiat, carrozzato dalla Viberti e con apparato elettrico della CGE; dal nome delle tre aziende deriva il nome del modello. Per la generosità delle misure, esso è altresì noto col soprannome di "Vibertone".

## Diffusione
È stato un modello poco diffuso; l'unica azienda di trasporti pubblici ad averne avuto un numero consistente in servizio è l'ATM di Milano, che ne acquistò ben 95.

### Milano
L'ATM li ordinò per impiegarli sulle linee 90 e 91, molto frequentate ed in servizio su due lunghi tragitti, speculari tra le due linee, che interessano principalmente la circonvallazione esterna della città, con capolinea a Viale Isonzo e Piazzale Lotto; su tali linee i 2472 rimasero per molti anni gli unici mezzi in servizio.

#### ATM
- Serie 541-580: 40 vetture, costruzione 1958-1959
- Serie 581-635: 55 vetture, costruzione 1964-1965.

La livrea originale era chiamata bi-verde in quanto caratterizzata da due tonalità di verde; venne trasformata poi in arancio ministeriale, modificando anche i fanali ed altri particolari. Più incisive furono le modifiche apportate alla vettura 583, a seguito della ricarrozzatura operata dalla Mauri di Desio: tale esemplare è stato preservato come mezzo storico.
Operarono regolarmente sulle linee circolari fino ai primi anni '90, quando, con l'arrivo dei nuovi filosnodati Breda e Socimi, iniziarono a essere accantonati. Le ultime vetture hanno circolato fino al 1996.
Nel 2009 la vettura 548 è stata restaurata e riportata alle condizioni di origine, in livrea bi-verde, per essere impiegata in occasioni particolari come veicolo storico, percorrendo sempre le linee circolari 90 e 91.